# Македонска кървава сватба
„Македонска кървава сватба“ е сред най-известните пиеси на българския драматург Войдан Чернодрински.
Публикувана е през 1900 г., а премиерата ѝ е в София на 7 ноември 1900 г. За да избегне обтягане на отношенията с Османската империя, правителството на Тодор Иванчов забранява премиерата на открито противотурската пиеса. Изпратената пред театъра конна полиция обаче среща въоръжена съпротива в лицето на Славчо Ковачев и Борис Сарафов и трийсетина техни сподвижници и представлението се състои.